# 山形県立博物館

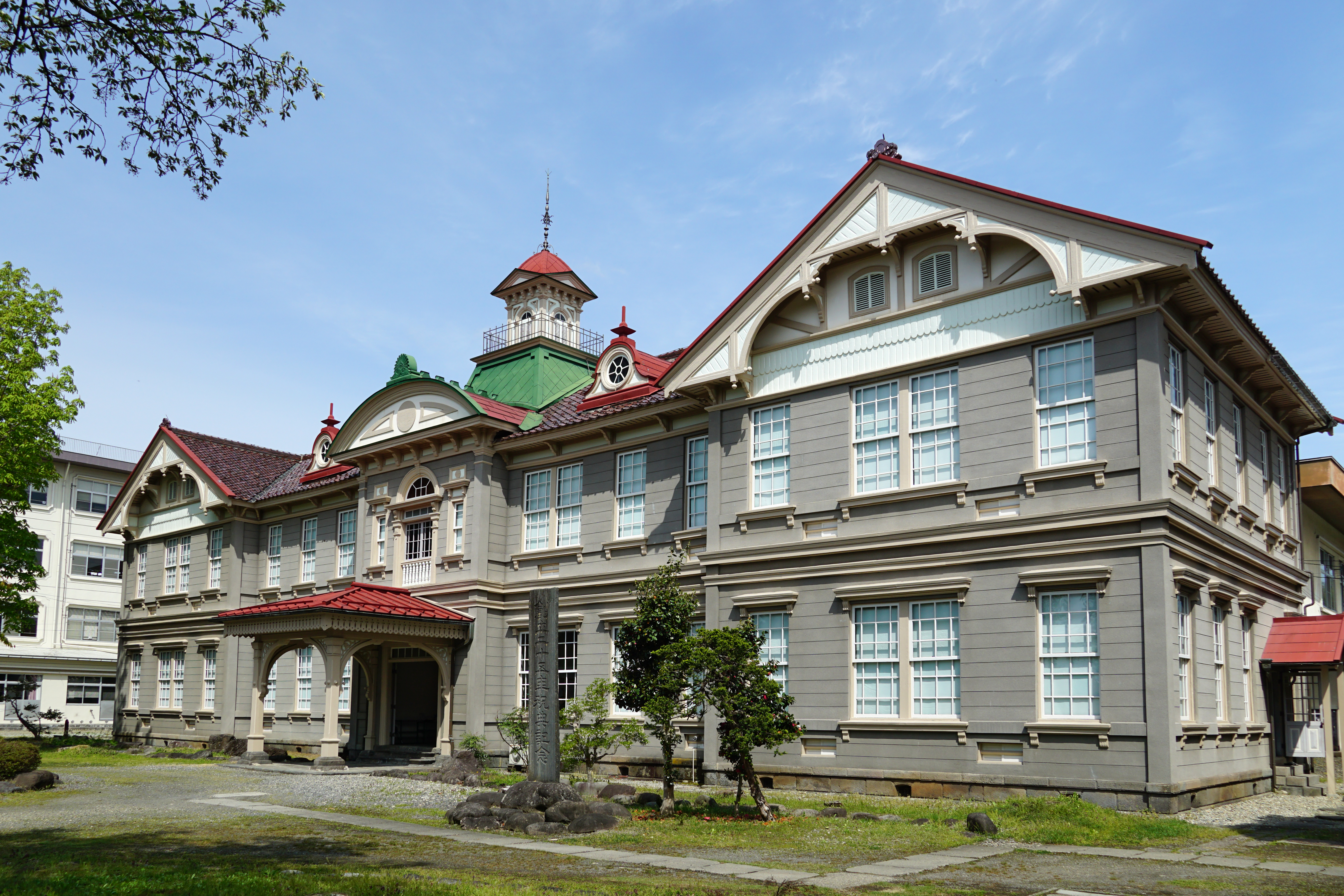
教育資料館（国の重要文化財、旧山形師範学校本館）

山形県立博物館（やまがたけんりつはくぶつかん）は、山形県山形市にある県立の博物館。霞城公園内にある。

## 概要
明治百年記念事業の一環として、山形県においては県立博物館を整備する方針が固まり、敷地ならびに構造等の検討に入った。検討の結果、すでに山形県体育館や山形市営球場などが整備されていた霞城公園内に県立博物館を設置する方針が決まり、山形市から山形県に県立博物館の敷地として、霞城公園内の土地の一部を県体育館の建設の際と同様に提供されることが決定した。
これを受け、約3億円を投じ地下1階、地上2階の県立博物館が建設され、1971年（昭和46年）4月1日に開館した。
展示は自然（地学・植物・動物）の3部門と人文系（考古・歴史・民俗・教育）4部門の計7部門からなる。また、分館に教育資料館（旧山形師範学校本館）と附属の自然学習園（琵琶沼）を有する。

## 歴史
- 1970年（昭和45年）11月12日 - 竣工[2]。
- 1971年（昭和46年）4月1日 - 開館[2]。
- 1973年（昭和48年）6月2日 - 旧山形師範学校本館が国の重要文化財に指定される[2][7]。
- 1976年（昭和51年）4月1日 - 自然学習園（琵琶沼）を開園[2][8]。
- 1978年（昭和53年）3月29日 - 琵琶沼を中心とする自然学習園一帯が県の天然記念物に指定される[2]。
- 1980年（昭和55年）10月1日 - 教育資料館が開館[2]。
- 1998年（平成10年）5月6日 - 旧山形師範学校が県指定の文化財に指定される[9]。

## 文化財
国宝

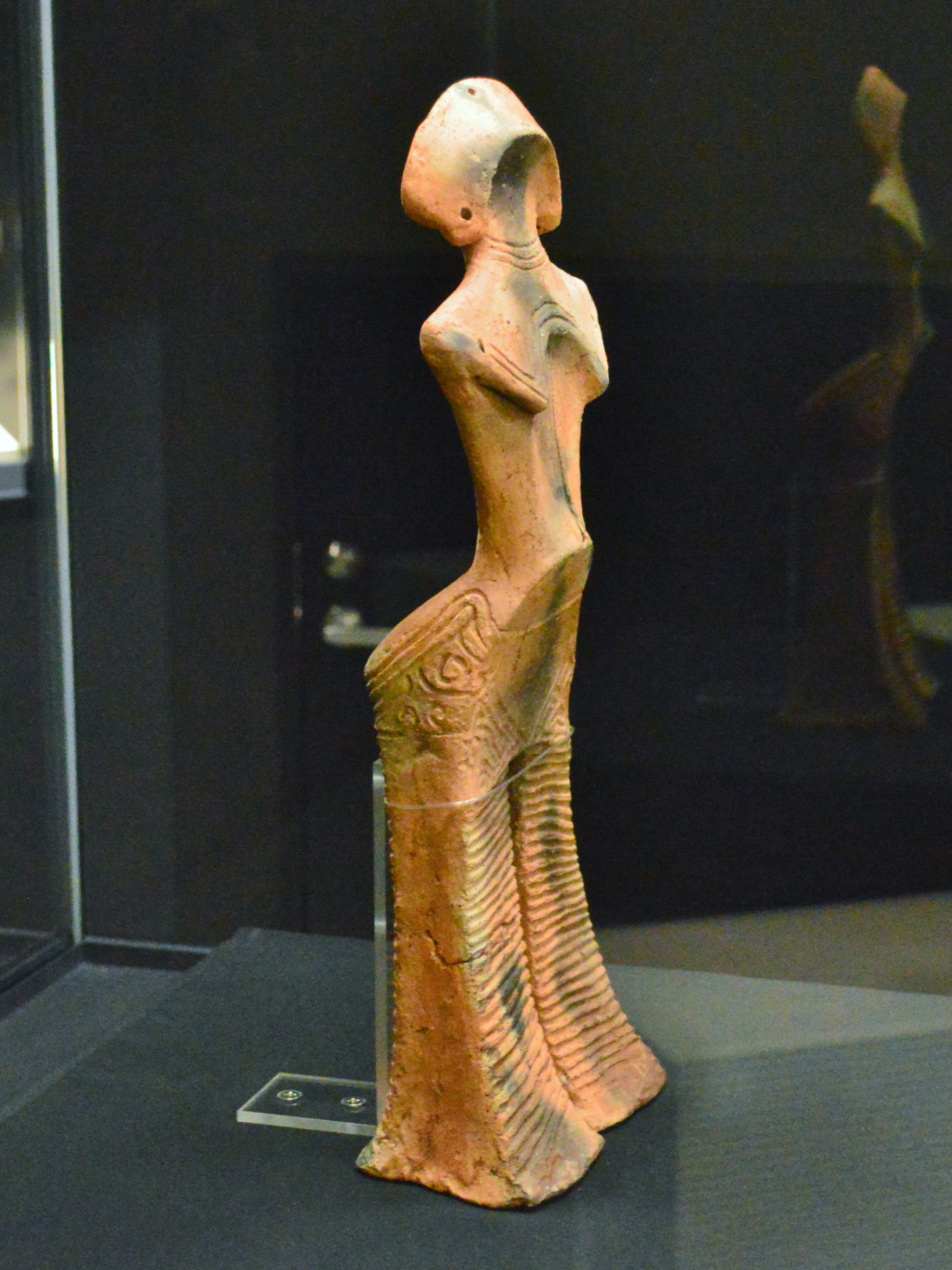
土偶「縄文の女神」

- 土偶「縄文の女神」1箇 - 山形県所有、山形県西ノ前遺跡出土[10]
  - 附 土偶残欠47点

国指定　重要文化財
- 旧 山形師範学校本館， 門衛所・正門

県指定　有形文化財
- 生石２遺跡出土弥生土器（３点）
- 大之越古墳出土品（刀剣類・鉄片・工具類・土器・馬具類　４４点）
- 羽州川通絵図（１点）
- ニセミノ（５点）

県指定　天然記念物
- ヤマガタダイカイギュウ化石（日本地質学会　県の化石）
- ひとでの化石
- 小国のそろばん玉石（日本地質学会　県の鉱物）
- 琵琶沼

## 開館時間
9時から16時30分（最終入館16時）

## 休館日
- 月曜日
- 年末年始
- くん蒸期間

ほか指定日

## 料金
- 個人 
  - 大人（成年者）300円
  - 小人（未成年者）150円
  - 学生 150円
- 団体（20名以上） 
  - 大人 150円
  - 小人 70円
  - 学生 70円

## アクセス
- JR山形駅からより徒歩約15分